# Alexis Herrmann
Alexis Herrmann (Porrentruy, 7 de abril de 1992) es un jugador de baloncesto suizo que actualmente pertenece a la plantilla del BC Boncourt Red Team de la LNA, la máxima división suiza. Con 1,77 metros de altura juega en la posición de Base. Es internacional absoluto con Suiza.

## Trayectoria Profesional

### BC Boncourt Red Team
Formado en la cantera del BC Boncourt Red Team, debutó con el primer equipo en la temporada 2009-2010 (7 partidos con un promedio de 2,6 puntos (63,6 % en tiros de 2 y 100 % en tiros libres) y 1 asistencia en 6 min). Esa misma temporada jugó 15 partidos con su filial de la 1LN (3.ª división suiza), el BC Boncourt CF, con un promedio de 8,5 puntos.
La anterior temporada (2008-2009), jugó 11 partidos con el filial de la 1LN con un promedio de 4,2 puntos.
En la temporada 2010-2011, jugó 24 partidos con el filial de la 1LN y 26 de liga y 3 de play-offs con el primer equipo. Con el filial promedió 17 puntos. Con el primer equipo en liga promedió 3,2 puntos (65,5 % en tiros de 2) y 1 asistencia en 14,7 min, mientras que en play-offs promedió 4,3 puntos (80 % en tiros de 2 y 100 % en tiros libres) y 1,3 asistencias en 12,7 min.
En la temporada 2011-2012, jugó 2 partidos con el filial de la 1LN y 24 de liga y 4 de play-offs con el primer equipo. Con el filial promedió 13 puntos. Con el primer equipo en liga promedió 6,3 puntos (60,4 % en tiros de 2, 30,4 % en triples y 68,9 % en tiros libres), 2 rebotes y 2,6 asistencias en 22,5 min, mientras que en play-offs promedió 7 puntos (60 % en tiros de 2 y 41,7 % en triples), 1,8 rebotes y 2,5 asistencias en 23,5 min.
En la temporada 2012-2013, jugó 1 partido con el filial de la 1LN (3 puntos) y 23 de liga y 4 de play-offs con el primer equipo. Con el primer equipo en liga promedió 3,7 puntos (81,8 % en tiros libres), 1,6 asistencias y 1 robo en 19,4 min, mientras que en play-offs promedió 8,5 puntos (61,5 % en tiros de 2, 31,3 % en triples y 75 % en tiros libres), 1,8 rebotes y 3,3 asistencias en 32,5 min.
En la temporada 2013-2014, jugó 10 partidos de liga con el primer equipo con un promedio de 10,4 puntos (51,3 % en tiros de 2, 40,9 % en triples y 76,9 % en tiros libres), 1,7 rebotes, 4,1 asistencias y 1,4 robos en 31,4 min.
En la temporada 2014-2015, jugó 4 partidos con el filial de la 1LN y 29 de liga con el primer equipo. Con el filial promedió 11,3 puntos. Con el primer equipo promedió 4,5 puntos (63,6 % en tiros libres), 1,7 rebotes y 2,3 asistencias en 21,7 min.
En la temporada 2015-2016, jugó 27 partidos de liga y 2 de play-offs (ya como jugador a todos efectos del primer equipo), promediando en liga 3,7 puntos (57,6 % en tiros de 2 y 88 % en tiros libres), 1,6 rebotes y 1,6 asistencias en 18,8 min, mientras que en play-offs promedió 7 min.

## Selección Suiza

### Categorías inferiores
Internacional con las categorías inferiores de la selección de baloncesto de Suiza, disputó el Europeo Sub-20 División B de 2011, celebrado en Sarajevo, Bosnia-Herzegovina, en el que la selección suiza quedó en 21.ª posición.
Jugó 7 partidos con un promedio de 3 puntos (63,6 % en tiros de 2 y 100 % en tiros libres) y 1,4 asistencias en 11 min de media.

### Absoluta
Debutó con la absoluta de Suiza en la Clasificación para el EuroBasket 2015, celebrado entre Alemania, Croacia, Francia y Letonia, no logrando Suiza clasificarse.
Jugó 2 partidos de la 2.ª fase, promediando 1,5 asistencias en 11 min de media.